# Xanthia intensa
Xanthia intensa là một loài bướm đêm trong họ Noctuidae.